# La festa della rosa
La festa della rosa è un'opera in due atti di Carlo Coccia, su libretto di Gaetano Rossi. Fu rappresentata per la prima volta il 13 agosto 1821 al Teatro São Carlos di Lisbona.
Gli interpreti della prima rappresentazione furono i seguenti:
| Personaggio | Registro vocale | Interprete                |
| ----------- | --------------- | ------------------------- |
| Salency     | basso           | Domenico Vaccani          |
| Vibrach     | basso           | Paolo Rosich              |
| Carlo       | tenore          | Giovanni Maria Decapitani |
| Geronimo    | basso           | Gaspare Martinelli        |
| Carlotta    | soprano         | Giuditta Favini-Fasciotti |
| Lisa        | mezzosoprano    | Teresa Zappucci           |
| Caterina    | soprano         | Giuseppa Monati           |
| Bayli       | basso           | Natale Veglia             |

## Trama
La scena si svolge in un casale e nel castello di Salency.

### Atto I
Nel villaggio di cui è feudatario il conte di Salency deve avere luogo la Festa della Rosa, nel corso della quale verrà scelta la più meritevole tra le fanciulle, che riceverà il fiore. Una delle giovani è Carlotta, di cui si è innamorato Carlo, il figlio di Salency, che però si è presentato a lei sotto le sembianze di un povero giovane di nome Giulio. Nell'imminenza della festa Carlo si aggira impaziente nei pressi della casa di Carlotta, sorvegliato dal preoccupato precettore Geronimo, che si presta al suo gioco.
Anche il ricco Vibrach, un anziano prussiano che abita nel villaggio, è invaghito di Carlotta, ma quando prova a dirglielo riceve un netto rifiuto e subito si rassegna.
Nel villaggio giunge anche Salency, che non è ancora conosciuto perché solo da poco ne è divenuto proprietario. Salency si aggira divertito tra gli abitanti, assistendo all'elezione di Carlotta durante la festa. Ma il sindaco del villaggio non ritiene giusta l'elezione, perché secondo lui Carlotta è stata vista amoreggiare con un giovane, che è stato poi fermato, e questo è contro le regole della festa. Tutti decidono che si appelleranno al feudatario.

### Atto II
Nel suo castello, Salency è pensieroso, e pensa a Carlo, che non è il proprio figlio naturale ma ha adottato molti anni prima. Vibrach e Carlotta sono poi tra i primi a recarsi al castello, e restano molto sorpresi nel vedere che il loro signore è la stessa persona che si aggirava tra loro poco prima. Vibrach, che una lettera accusa di avere aiutato Carlotta nella sua tresca, sostiene con calore le ragioni della giovane.
Poi vengono portati il giovane presunto amante di Carlotta e un suo amico: Salency vedendo che si tratta di Carlo e Geronimo va su tutte le furie, e stabilisce che Carlo se vorrà potrà sposare Carlotta, ma verrà diseredato, poiché egli non ne è il vero padre. Interviene allora Vibrach, cercando di aiutare i due fidanzati. Ma nel corso della discussione si scopre che, come è testimoniato da un anello con le iniziali del prussiano, è stato proprio Vibrach, a quel tempo disertore in fuga, a consegnare Carlo a Salency: Carlo è quindi il figlio ritrovato di Vibrach. Perciò si potrà celebrare un felice matrimonio e portare degnamente a termine la Festa della Rosa.

## Struttura musicale
- Sinfonia

### Atto I
- N. 1 - Introduzione Lasciamo a mezzo il giorno (Coro, Lisa, Carlo, Geronimo, Caterina)
- N. 2 - Cavatina di Carlotta Oh che bel giorno è questo
- N. 3 - Duetto fra Vibrach e Carlotta Io ti vidi, t'ammirai
- N. 4 - Cavatina di Salency Pien di gioja alfin ti vedo
- N. 5 - Finale I O figli amabili (Coro, Carlotta, Lisa, Vibrach, Bayli, Salency, Carlo, Geronimo)

### Atto II
- N. 6 - Introduzione seconda Sia tutto giubilo in sì bel dì
- N. 7 - Terzetto fra Vibrach, Salency e Carlotta Io un'equivoca figura
- N. 8 - Ottetto Oh mia Carlotta! (Carlo, Salency, Geronimo, Vibrach, Carlotta, Lisa, Caterina, Bayli, Coro)
- N. 9 - Aria di Carlo Per te Carlotta
- N. 10 - Rondò di Carlotta Vieni o caro a questo seno (Carlotta, Vibrach, Salency, Carlo, Lisa, Carlotta, Bayli, Geronimo)